# Empresa Nacional de Edificaciones
La Empresa Nacional de Edificaciones, más conocida por su abreviación Enace, fue una empresa del estado peruano, que fue fundada en 1981 sobre lo que fue la Empresa de Administración de Inmuebles del Perú (Emadi Perú).

## Historia
Enace fue creada en 1981, como Empresa de Derecho Público, íntegramente de propiedad del estado, al interior del Sector de Vivienda y Construcción, según lo dispuesto en el Decreto Legislativo N.º 149, sobre la base de la ex EMADI PERU.  
El Después de que Enace asumió todas las funciones y activos de Emadi Perú, inició sus actividades el 12 de junio de 1981. 
El 7 de mayo de 1992, pasó a formar parte del sector institucional del Ministerio de la Presidencia.

## Capital
Su capital social corresponde íntegramente a FONAFE y por tanto hoy pertenece al Sector de Economía y Finanzas.

## Función
Enace de acuerdo a su Ley de creación y a sus estatutos, se encargaba de promover, planificar, financiar, proyectar, ejecutar y adjudicar programas de habilitación urbana, construcción de vivienda, servicios complementarios y todo tipo de edificación dentro del ámbito nacional. Enace también tenía la facultad de realizar todos los actos y contratos necesarios para el cumplimiento de sus fines.

## Liquidación
La empresa anunció su disolución en 2005. Los 20 mil beneficiados recibieron títulos de propiedad en 2008.

## Obras
Enace hizo obras importantes como:
- Las Torres de San Borja en Lima.
- El conjunto habitacional Alfredo Dammert Muelle en Surquillo.
- La Ciudad Satélite Santa Rosa en el Callao.
- La residencial Marbella en Magdalena del Mar.
- Los Precursores en Surco.
- La urbanización Mariscal Cáceres (Ciudad de los Constructores) en San Juan de Lurigancho.
- La Ciudad Satélite Carlos Cueto Fernandini en Lima.
- La residencial de las Torres de Limatambo, en Lima.
- La urbanización 12 de noviembre en Palpa, Ica.
- La Campiña en Arequipa.
- Conjunto Habitacional Augusto B. Leguía en Chiclayo.
- La urbanización Santo Domingo en Lima.